# Kranek
Kranek – wieś kociewska w Polsce położona w województwie pomorskim, w powiecie starogardzkim, w gminie Skórcz.
Do 2007 r. - Skórcz-Kranek;  do 2007 r. - istniały części wsi Skórcz-Kranek: Kranek Drugi i Kranek Pierwszy (miejscowości włączone do wsi, nazwy zniesione).
W latach 1975–1998 miejscowość administracyjnie należała do województwa gdańskiego.